# كينجي يوشيدا
كينجي يوشيدا (باليابانية: 吉田 憲治 ) (و. 1930 – 2014 م) هو رجل أعمال، ومصرفي، من اليابان، ولد في تسوياما، أوكاياما، توفي عن عمر يناهز 84 عاماً.

## التعليم
تعلم في Osaka City University ‏.